# Wu Chao
Pour les articles homonymes, voir Chao.
Wu Chao était un dépôt de nourriture des troupes de Yuan Shao lors de la bataille de Guan Du, les opposant à Cao Cao.
Wu Chao était gardée jour et nuit par plusieurs officiers, commandés par l'incapable et alcoolique Chunyu Qiong. Lorsque le combat s'éternisa, la désertion frappa les deux camps. Quelques généraux des Yuan les quittèrent et l'un d'entre eux fournit à Cao Cao une information capitale: l'endroit où Yuan Shao entreposait toutes ses provisions: Wu Chao.
Cao Cao et Guo Jia échafaudèrent plusieurs plans, qui aboutirent à l'ouverture prématurée du dépôt, pour fournir des rations à l'armée de Zhang He, épuisée par le siège de la forteresse ennemie. Aussitôt, Cao Cao y envoya Xiahou Dun et Cao Pi, qui fondirent sur Zhang He, qui se rendit. De plus, les portes de Wu Chao n'étaient gardées que par quelques soldats, qui rejoignirent Xiahou Dun à sa vue, car le général Wen Chou avait abandonné son poste pour venger Yan Liang en attaquant son meurtrier, Guan Yu.
Xiahou Dun entra dans Wu Chao, fit fuir Chunyu Qiong, complètement saoul, et bouta le feu aux tentes et aux entrepôts de nourriture. Démoralisés par la perte de leurs vivres, les soldats des Yuan fuirent ou désertèrent.